# أندروماكا

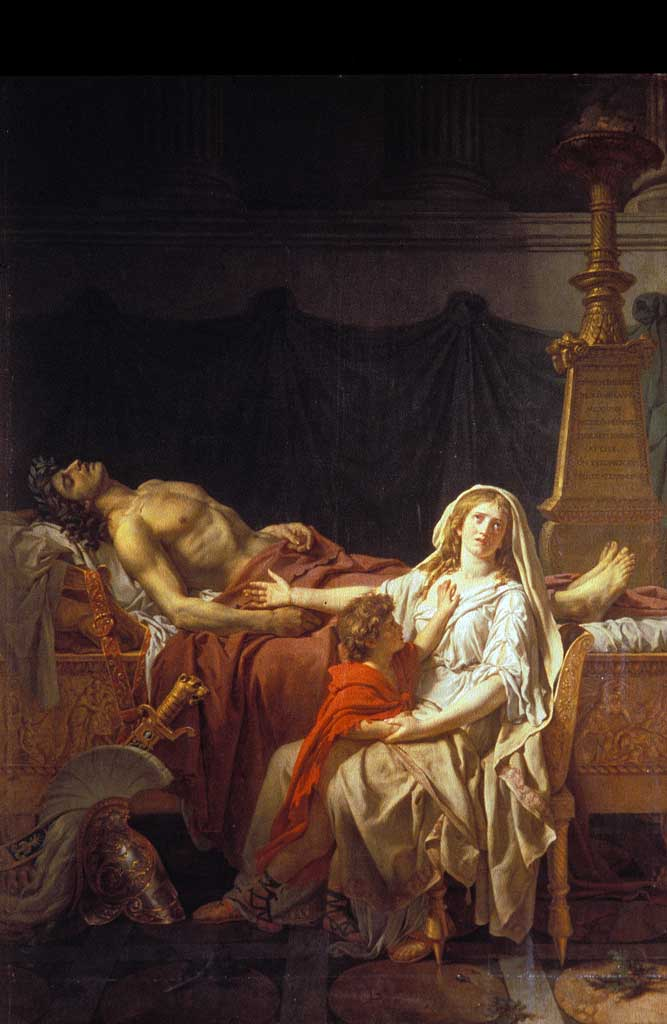
"أندروماخي تنتحب هيكتور" لوحة لجاك لوي دافيد في 1783.

أندروماخي (باليونانية القديمة:Ἀνδρομάχη) ابنة إيوتيون "Eëtion" الذي كان ملك ثييب سيليسيا "(بالإنجليزية: Cilician Thebe)‏" وزوجة هيكتور.
ولدت ونشأت في مدينة مملكة ثييب سيليسيا التي حكمها أبوها، اسمها يعني «معركة الإنسان» أو «معركة الرجل: اندرو: تعني الرجل وماخي تعني معركة».
أندروماخي هي أحد شخصيات إلياذة هوميروس في حرب طروادة.
- - من أساطير الإلياذة والأوديسة
    - حرب طروادة

العديد من الروايات نسجت حول هذه الحرب من أهمها: ذات يوم دعيت هيرا وأثينا وأفروديت إلى عرس ثيتيس على بيليوس، ولم تكن إيريس -إلهة النزاع- قد دعيت إلى هذا العرس، فحنقت وألقت بين المدعوين - لتثير بينهم النزاع - تفاحة ذهبية مكتوب عليها «للأجمل» وعندها اختصمت الإلهات الثلاث: أيُّهن أحق بهذه التفاحة؟ وحسمًا للنزاع قرر زيوس أن يلجئن إلى تحكيم أجمل البشر من الرجال، وهو باريس بن بريام ملك طروادة، وكان يعيش إذ ذاك فوق جبل أيدا. وحاولت كل الهه أن تستميله إلى جانبها ليحكم لها بالتفاحة فوعدته هيرا بالعظمة الملكية، ووعدته أثينا بالنصر في الحرب، ووعدته أفروديت بأجمل نساء العالم لتكون زوجة له، فحكم للأخيرة بالتفاحة.
وبمعونتها تمكن من الفرار خلسة بهيلين زوجة مينيلاوس -الأخ الأصغر لاجاممنون ملك أرجوس- وبذلك جلب على نفسه عداء الإلهتين الأخرى ين، وهكذا أعلنت حرب طروادة. وهكذا أيضاً تحققت مشيئة زيوس، الذي رأى أن الجنس البشري يتزايد بصورة مذهلة، حتى أثقلوا الأرض بحملهم، ومن ثمَّ قرر إنقاص عددهم بهذه الحرب المدمرة.
وفي رواية أخرى أن باريس أخو هكتور هو الذي هرب مع هيلين الجميلة زوجة مينالاوس برغبة منها طبعا.. وهذا ما أثار حنق مينالاووس..فانطلق يستنجد بأخيه أجاممنون ليأخذ بثأره من باريس وهكتور وطروادة كلها وأعدت السفن وتأهب الجنودللرحيل تحت قيادة أجاممنون العظيم. ووصلت أخبار هذا الجيش العرم إلى طروادة، فهبَّ رجالها لمجابهة العدو، ووصل جيش الإغريق، وضرب حصارًا منيعًا حول أسوار طروادة، وتوالت المعارك، وكانت الخسائر في كلا الجانبين فادحة، وطال الحصار واستمر عشر سنين. و«الإلياذة» ملحمة هوميروس العظيمة تصف أهوال الفترة الأخيرة من هذه الحرب الضروس، مقسمة إلى أربع وعشرين أنشودة.
بدأ هوميروس الأنشودة الأولى بالدعاء لربات الشعر والتوسل إليهن أن يلهمنه الشدو والغناء، ثم أخذ في سرد روايته، وهذه خلاصة لأهم الموضوعات التي عالجها: لقد نشب خلاف بين أجاممنون -رئيس الحملة الإغريقية-، وأخيليوس -قائد جنود الميرميدون الشجعان- وذلك بسبب تصميم أجاممنون على أخذ بريسيس، وهي إحدى السبايا التي استولى عليها الإغريق حينما وجدوها تتعبد في أحد المعابد وكان أخيليس مهتما بها. وقد غضب أخيليوس لذلك وأعلن توقفه عن الحرب هو وجنوده. لم يكترث أجاممنون بموقف أخيليوس وامتناعه عن الحرب، وأخذ يستعد للاستيلاء على مدينة طروادة، وفي تلك اللحظة يظهر باريس ويتحدى الإغريق فيقبل مينيلاوس التحدي، ويتفق الجانبان على أن يكون في هذه المبارزة تقرير مصير الحرب، فإن تغلب مينيلاوس استرد هيلين وأخذ تعويضاً عن الخسائر التي لحقت بالإغريق، وإن انتصر باريس عاد الإغريق إلى بلادهم فوراً، وبدأت المبارزة وكاد مينالاوس أن يقتل وكادباريس أن ينهزم وأوشك على الهلاك، لولا أن أخاه هيكتور تدخل في المبارزة وأنقذه من موت محقق. وعبثًا حاول مينيلاوس الوصول لباريس فقد تقدم إنداروس أحد حلفاء طروادة ورمى مينيلاوس بسهم نافذ في جسمه، وبذلك خرقت الهدنة التي كان قد ارتضاها الفريقان، ونشبت أول معركة صاخبة يصفها الشاعر في الجزء الأخير.
كانت كفة الطرواديين راجحة وخسائر الإغريق كانت فادحة؛. عندئذ أحس الإغريق بخطئهم، وأخذ أجاممنون يلوم نفسه على ما قدمت يداه في حق أخيليوس، فأرسل أحد القواد اوديسيوس ليعرض عليه الصلح ولكنه رفض اعتذارهم وردهم خائبين. يجمع الإغريق شملهم مرة ثانية ويستمرون في الحرب وتنشب بينهم وبين الطرواديين معركة حامية. وعندما أخذت خسائر الإغريق تزداد وأوشكوا على التقهقر نحو سفنهم، استطاع باتروكلوس ابن أخ أخيليوس الاشتراك في القتال مع جنوده مستخدمًا عدة وملابس عمه الحربية. وخرج باتروكلوس على رأس جنود الميرميدون ودخل في مبارزة مع هيكتور بطل أبطال طروادة، والذي ظن أنه أخيليوس وليس باتروكلوس. وانتصر عليه بمعونة أبوللون فيطعنه برمح قاتل، ويجرده هيكتور من عدته الحربية ليتفاجأ بأنه ليس أخيليوس! بعدها يستميت الإغريق في القتال، وأخيراً يتراجعون إلى معسكرهم ومعهم جثة باتروكلوس، وذلك بمعونة أخيليوس الذي خرج إلى الميدان بلا عدة ولا سلاح عندما علم بموت ابن أخيه، وصرخ صرخة مدوية ألقت الرعب في قلب أهل طروادة وجعلتهم يفرون بجلودهم من بطش أخيليوس وعاد الفريقان لمخيماتهم.
الجزء الأخير من الملحمة هو عودة أخيليوس إلى المعركة بقصد الانتقام من هيكتور وقتله؛ لأنه هو الذي قتل ابن أخيه باتروكلوس، فعندما سمح أخيليوس بالنبأ حزن حزناً بالغًا، ونسي غضبه على أجاممنون وعاد إلى ميدان القتال، ونزل المعركة، وفتك بالطرواديين فاستولى الرعب على من نجا منهم ففروا هاربين، ولم يصمد إلا بطلهم هيكتور، الذي لقي حتفه في النهاية على يد أخيليوس، وقد أهان أخيليوس «أخيليس» جثة هكتور فأخذ يجرها وراء عربته حول أسوار طروادة أمام زوجته أندروماك التي حزنت عليه حزنًا بالغًا، بعد ذلك يحتفل أخيليوس بتشييع جنازة ابن أخيه في احتفال مهيب تكريمًا له.وتنتهي الملحمة بتسليم جثة هيكتور لأبيه بريام الذي جاء وتوسل لأخيليوس وبكى عنده وترجاه ليعيد إليه جثة ابنه. مما دفعه إلى احترام شيخوخة الأب الكريم، فرد إليه جثة ابنه فتقبلها الأب وشيعها إلى مقرها الأخير.
وفي الجولة الأخيرة وضع الإغريق حيلة الحصان الخشبي. صنعوا مجسما لحصان كبير ووضعوا جنودا لهم بداخله ثم ادعوا بانهم سينسحبون من المعركة، فرح الطروادييون لانسحاب الإغريق وادخلوا الحصان كتذكار للنصر، وفي الليل خرج الجنود من المجسم وفتحوا أبواب المدينة لبقية الجنود الإغريق ليدخل الجيش كله ويعيث بالمدينة فسادا. كان أخيليس معهم وكان يبحث عن برسيس التي سلمها لعمها بريام ولكنه وقبل أن يصل إليها ٱصيب بسهم في كعبيه من باريس أخو هكتور فمات على الفور.
هرب معظم أهل طرواده حين غافلهم الجنود الإغريق وعمت الفوضى. حاولت ادأندروماخي أن تهرب بمجموعه كبيرة من شعبها عبر ممر سري لولا قبض الجنود الإغريق عليها. ثم أنهم رموا بابنها أستيناكس من فوق أسوار من قبل تالثيبيوس، فيما اتخذ نيوبتوليمس أندروماخي كخليلة له فيما اتخذ من باريس شقيق هيكتور كعبد له.
أنجبت أندروماخي لنيوبتوليمس ولداً ذكراً. فزوجته «هرميوني» ابنة مينلاوس غير قادرة على الإنجاب، ولذا يحيك منيلاوس ضدها الدسائس والمؤامرات لقتلها والتخلص منها دفاعاً عن مصالح ابنته العاقر. ولكن عندما مات زوجها نيوبتوليموس هربت مع أخي زوجها هيلينوس وتزوجته وأصبحت بعدها ملكة ايبيريوس. وانجبت من هيلينوس ابنهما سيسترينوس. ولقد عمرت طويلا. صورها هوميروس في الياذته كخير زوجه وخير مستشارة لزوجها.